# On With the Action
On With the Action är jazzrockgruppen Wasa Express andra album. Det är det sista albumet som de inte hade någon officiell sångare på.

## Låtlista
1. "On With the Action" - 2:57
2. "Thunderbird" - 1:58
3. "Get Up" - 3:41
4. "California Sun" - 2:13
5. "Doing the Heavy Hannibal" - 7:37
6. "Surfing Matilda" - 4:02
7. "The Return of Djingis" - 6:02
8. "Moonlight Grotesk" - 3:47
9. "Memories" - 3:26